# Verein für Leibesübungen Bochum 1848 1983-1984
Questa voce raccoglie le informazioni riguardanti il Verein für Leibesübungen Bochum 1848 nelle competizioni ufficiali della stagione 1983-1984.

## Stagione
Nella stagione 1983-1984 il Bochum, allenato da Rolf Schafstall, concluse il campionato di Bundesliga al 15º posto. In Coppa di Germania il Bochum fu eliminato al primo turno dall'Alemannia Aquisgrana.

## Rosa
| N. |                     | Ruolo | Calciatore            |
| -- | ------------------- | ----- | --------------------- |
|    | Germania (bandiera) | P     | Reinhard Mager        |
|    | Germania (bandiera) | P     | Ralf Zumdick          |
|    | Germania (bandiera) | D     | Bernd Gerber          |
|    | Germania (bandiera) | D     | Hermann Gerland       |
|    | Germania (bandiera) | D     | Florian Gothe         |
|    | Germania (bandiera) | D     | Heinz Knüwe           |
|    | Germania (bandiera) | D     | Martin Kree           |
|    | Germania (bandiera) | D     | Lothar Woelk          |
|    | Croazia (bandiera)  | D     | Ivan Žugčić           |
|    | Germania (bandiera) | C     | Siegfried Bönighausen |
|    | Germania (bandiera) | C     | Andreas Bordan        |
|    | Germania (bandiera) | C     | Peter Grünberger      |
|    | Germania (bandiera) | C     | Dieter Kramer         |

| N. |                     | Ruolo | Calciatore         |
| -- | ------------------- | ----- | ------------------ |
|    | Germania (bandiera) | C     | Detlef Krella      |
|    | Germania (bandiera) | C     | Michael Kühn       |
|    | Germania (bandiera) | C     | Ata Lameck         |
|    | Germania (bandiera) | C     | Walter Oswald      |
|    | Germania (bandiera) | C     | Frank Schulz       |
|    | Germania (bandiera) | C     | Reinhold Zagorny   |
|    | Germania (bandiera) | A     | Frank Benatelli    |
|    | Germania (bandiera) | A     | Günter Habig       |
|    | Germania (bandiera) | A     | Frank Islacker     |
|    | Germania (bandiera) | A     | Stefan Kuntz       |
|    | Germania (bandiera) | A     | Stefan Pater       |
|    | Germania (bandiera) | A     | Christian Schreier |

## Organigramma societario
Area tecnica
- Allenatore: Rolf Schafstall
- Allenatore in seconda:
- Preparatore dei portieri:
- Preparatori atletici:

## Calciomercato

### Sessione estiva
| Acquisti | Acquisti              | Acquisti             | Acquisti |
| R.       | Nome                  | da                   | Modalità |
| -------- | --------------------- | -------------------- | -------- |
| C        | Siegfried Bönighausen | Borussia Dortmund    |          |
| D        | Florian Gothe         | Bochum II            |          |
| C        | Peter Grünberger      | Bayern Monaco        |          |
| A        | Günter Habig          | Colonia (juniores)   |          |
| A        | Stefan Kuntz          | Borussia Neunkirchen |          |

| Cessioni | Cessioni         | Cessioni          | Cessioni |
| R.       | Nome             | a                 | Modalità |
| -------- | ---------------- | ----------------- | -------- |
| A        | Thomas Andersson | Vasalund          |          |
| D        | Dieter Bast      | Bayer Leverkusen  |          |
| D        | Michael Jakobs   | Schalke 04        |          |
| C        | Wolfgang Patzke  | Bayer Leverkusen  |          |
| D        | Bernd Storck     | Borussia Dortmund |          |

### Sessione invernale
| Acquisti | Acquisti | Acquisti | Acquisti |
| R.       | Nome     | da       | Modalità |
| -------- | -------- | -------- | -------- |

| Cessioni | Cessioni | Cessioni | Cessioni |
| R.       | Nome     | a        | Modalità |
| -------- | -------- | -------- | -------- |

## Risultati

### Bundesliga

#### Girone di andata
| Arbitro: | Huster |

|           |           |  |
| Kuntz 73’ | Marcatori |  |

| Arbitro: | Correll |

|                                             |           |                     |
| Meier 13’, 57’ Neubarth 48’ Völler 51’, 78’ | Marcatori | 40’ Kuntz 75’ Pater |

| Arbitro: | Dellwing |

|                                  |           |          |
| Schreier 41’ Knüwe 43’ Kuntz 76’ | Marcatori | 34’ Worm |

| Arbitro: | Hontheim |

|                        |           |                                |
| Walter 2’, 7’ Hein 86’ | Marcatori | 20’ Schulz 64’ Knüwe 88’ Kuntz |

| Arbitro: | Retzmann |

|                                       |           |                          |
| Corneliusson 50’, 83’, 86’ Müller 77’ | Marcatori | 18’ Benatelli 60’ Oswald |

| Arbitro: | Föckler |

|  |           |                                              |
|  | Marcatori | 63’, 87’ Lienen 66’ Mill 79’ (rig.) Matthäus |

| Arbitro: | Barnick |

|                                |           |  |
| Fischer 1’, 43’ Littbarski 73’ | Marcatori |  |

| Arbitro: | Roth |

|                           |           |                |
| Schulz 8’, 75’ Oswald 57’ | Marcatori | 90’ Rummenigge |

| Arbitro: | Wiesel |

|                              |           |              |
| Heck 52’, 72’ Lottermann 90’ | Marcatori | 32’ Schreier |

| Arbitro: | Horeis |

|                                    |           |           |
| Oswald 8’ Woelk 47’ Kuntz 48’, 68’ | Marcatori | 56’ Kroth |

| Arbitro: | Michel |

|                              |           |            |
| Kaltz 56’ (rig.) Hartwig 86’ | Marcatori | 31’ Žugčić |

| Arbitro: | Walz |

|                                               |           |            |
| Schulz 37’ Schreier 43’, 45’ (rig.) Kuntz 61’ | Marcatori | 32’ Brehme |

| Arbitro: | Stäglich |

|             |           |              |
| Eggeling 9’ | Marcatori | 45’ Schreier |

| Arbitro: | Assenmacher |

|                         |           |                       |
| Schreier 66’ Schulz 82’ | Marcatori | 37’ Funkel 84’ Herget |

| Arbitro: | Heitmann |

|                              |           |  |
| Hörster 57’ Vöge 76’ Cha 86’ | Marcatori |  |

| Arbitro: | Neuner |

|                            |           |                              |
| Schulz 30’ Hupe 40’ (aut.) | Marcatori | 12’, 85’ Pagelsdorf 81’ Pohl |

| Arbitro: | Brehm |

|            |           |              |
| Wenzel 72’ | Marcatori | 59’ Schreier |

#### Girone di ritorno
| Arbitro: | Theobald |

|                               |           |                                  |
| Hofeditz 16’ Michelberger 81’ | Marcatori | 21’ (rig.) Woelk 35’ Bönighausen |

| Arbitro: | Walz |

|                             |           |                                           |
| Kuntz 18’ Schreier 35’, 57’ | Marcatori | 75’ (aut.) Žugčić 77’ Neubarth 88’ Völler |

| Arbitro: | Werner |

|                                    |           |              |
| Zavišić 5’ Studzizba 47’ Keute 84’ | Marcatori | 66’ Schreier |

| Arbitro: | Retzmann |

|                  |           |  |
| Woelk 49’ (rig.) | Marcatori |  |

| Arbitro: | Hontheim |

|  |           |           |
|  | Marcatori | 9’ Müller |

| Arbitro: | Eschweiler |

|                                  |           |                              |
| Bruns 29’ Rahn 49’ Mill 75’, 81’ | Marcatori | 6’ Schreier 41’ (rig.) Woelk |

| Arbitro: | Wuttke |

|                          |           |                                      |
| Schreier 56’ (rig.), 89’ | Marcatori | 58’ Fischer 60’ Hartmann 87’ Willmer |

| Arbitro: | Gabor |

|                                                          |           |              |
| Rummenigge 7’ Pflügler 9’ Hoeneß 14’, 73’ Rummenigge 44’ | Marcatori | 89’ Schreier |

| Arbitro: | Osmers |

|                         |           |  |
| Lameck 65’ Schreier 72’ | Marcatori |  |

| Arbitro: | Tritschler |

|                 |           |  |
| Falkenmayer 81’ | Marcatori |  |

| Arbitro: | Niebergall |

|            |           |            |
| Oswald 37’ | Marcatori | 62’ Wuttke |

| Arbitro: | Walz |

|                        |           |  |
| Nilsson 75’ Allofs 86’ | Marcatori |  |

| Arbitro: | Pauly |

|                       |           |                          |
| Schreier 21’ Kühn 33’ | Marcatori | 48’ Wegmann 57’ Rüssmann |

| Arbitro: | Roth |

|               |           |                            |
| Sackewitz 67’ | Marcatori | 45’ Oswald 53’ Bönighausen |

| Arbitro: | Brehm |

|                     |           |          |
| Oswald 32’ Kree 73’ | Marcatori | 85’ Vöge |

| Arbitro: | Tritschler |

|                                           |           |           |
| Grillemeier 53’ (rig.) Schnier 77’ (rig.) | Marcatori | 78’ Pater |

| Arbitro: | Correll |

|                                                                 |           |            |
| Kühn 18’ Schulz 55’ Bönighausen 56’ Schreier 61’, 86’ Gothe 64’ | Marcatori | 60’ Bommer |

### Coppa di Germania
| Arbitro: | Paulus |

|             |           |  |
| Rombach 52’ | Marcatori |  |

## Statistiche

### Statistiche di squadra
| Competizione      | Punti | In casa | In casa | In casa | In casa | In casa | In casa | In trasferta | In trasferta | In trasferta | In trasferta | In trasferta | In trasferta | Totale | Totale | Totale | Totale | Totale | Totale | DR  |
| Competizione      | Punti | G       | V       | N       | P       | Gf      | Gs      | G            | V            | N            | P            | Gf           | Gs           | G      | V      | N      | P      | Gf     | Gs     | DR  |
| ----------------- | ----- | ------- | ------- | ------- | ------- | ------- | ------- | ------------ | ------------ | ------------ | ------------ | ------------ | ------------ | ------ | ------ | ------ | ------ | ------ | ------ | --- |
| Bundesliga        | 28    | 17      | 9       | 4       | 4       | 38      | 25      | 17           | 1            | 4            | 12           | 20           | 45           | 34     | 10     | 8      | 16     | 58     | 70     | -12 |
| Coppa di Germania | -     | 0       | 0       | 0       | 0       | 0       | 0       | 1            | 0            | 0            | 1            | 0            | 1            | 1      | 0      | 0      | 1      | 0      | 1      | -1  |
| Totale            | 28    | 17      | 9       | 4       | 4       | 38      | 25      | 18           | 1            | 4            | 13           | 20           | 46           | 35     | 10     | 8      | 17     | 58     | 71     | -13 |

### Andamento in campionato
| Giornata  | 1 | 2  | 3 | 4 | 5 | 6  | 7  | 8  | 9  | 10 | 11 | 12 | 13 | 14 | 15 | 16 | 17 | 18 | 19 | 20 | 21 | 22 | 23 | 24 | 25 | 26 | 27 | 28 | 29 | 30 | 31 | 32 | 33 | 34 |
| --------- | - | -- | - | - | - | -- | -- | -- | -- | -- | -- | -- | -- | -- | -- | -- | -- | -- | -- | -- | -- | -- | -- | -- | -- | -- | -- | -- | -- | -- | -- | -- | -- | -- |
| Luogo     | C | T  | C | T | T | C  | T  | C  | T  | C  | T  | C  | T  | C  | T  | C  | T  | T  | C  | T  | C  | C  | T  | C  | T  | C  | T  | C  | T  | C  | T  | C  | T  | C  |
| Risultato | V | P  | V | N | P | P  | P  | V  | P  | V  | P  | V  | N  | N  | P  | P  | N  | N  | N  | P  | V  | P  | P  | P  | P  | V  | P  | N  | P  | N  | V  | V  | P  | V  |
| Posizione | 7 | 11 | 6 | 6 | 9 | 12 | 16 | 11 | 15 | 11 | 13 | 10 | 11 | 10 | 11 | 13 | 13 | 13 | 12 | 13 | 11 | 12 | 13 | 15 | 15 | 15 | 15 | 15 | 15 | 15 | 15 | 15 | 15 | 15 |

Legenda:

Luogo: C = Casa; T = Trasferta. Risultato: V = Vittoria; N = Pareggio; P = Sconfitta.

### Statistiche dei giocatori
| Giocatore      | Bundesliga | Bundesliga | Bundesliga  | Bundesliga | Coppa di Germania | Coppa di Germania | Coppa di Germania | Coppa di Germania | Totale   | Totale | Totale      | Totale     |
| Giocatore      | Presenze   | Reti       | Ammonizioni | Espulsioni | Presenze          | Reti              | Ammonizioni       | Espulsioni        | Presenze | Reti   | Ammonizioni | Espulsioni |
| -------------- | ---------- | ---------- | ----------- | ---------- | ----------------- | ----------------- | ----------------- | ----------------- | -------- | ------ | ----------- | ---------- |
| F. Benatelli   | 15         | 1          | 0           | 0          | 0                 | 0                 | 0                 | 0                 | 15       | 1      | 0           | 0          |
| A. Bordan      | 0          | 0          | 0           | 0          | 0                 | 0                 | 0                 | 0                 | 0        | 0      | 0           | 0          |
| S. Bönighausen | 32         | 3          | 5           | 0          | 1                 | 0                 | 0                 | 0                 | 33       | 3      | 5           | 0          |
| B. Gerber      | 4          | 0          | 1           | 0          | 1                 | 0                 | 0                 | 0                 | 5        | 0      | 1           | 0          |
| H. Gerland     | 7          | 0          | 2           | 0          | 1                 | 0                 | 0                 | 0                 | 8        | 0      | 2           | 0          |
| F. Gothe       | 18         | 1          | 3           | 0          | 0                 | 0                 | 0                 | 0                 | 18       | 1      | 3           | 0          |
| P. Grünberger  | 7          | 0          | 0           | 0          | 0                 | 0                 | 0                 | 0                 | 7        | 0      | 0           | 0          |
| G. Habig       | 0          | 0          | 0           | 0          | 0                 | 0                 | 0                 | 0                 | 0        | 0      | 0           | 0          |
| F. Islacker    | 0          | 0          | 0           | 0          | 0                 | 0                 | 0                 | 0                 | 0        | 0      | 0           | 0          |
| H. Knüwe       | 33         | 2          | 5           | 0          | 1                 | 0                 | 0                 | 0                 | 34       | 2      | 5           | 0          |
| D. Kramer      | 0          | 0          | 0           | 0          | 0                 | 0                 | 0                 | 0                 | 0        | 0      | 0           | 0          |
| M. Kree        | 7          | 1          | 0           | 0          | 0                 | 0                 | 0                 | 0                 | 7        | 1      | 0           | 0          |
| D. Krella      | 7          | 0          | 0           | 0          | 1                 | 0                 | 0                 | 0                 | 8        | 0      | 0           | 0          |
| S. Kuntz       | 32         | 8          | 2           | 0          | 1                 | 0                 | 0                 | 0                 | 33       | 8      | 2           | 0          |
| M. Kühn        | 18         | 2          | 1           | 0          | 1                 | 0                 | 0                 | 0                 | 19       | 2      | 1           | 0          |
| A. Lameck      | 34         | 1          | 0           | 0          | 1                 | 0                 | 0                 | 0                 | 35       | 1      | 0           | 0          |
| R. Mager       | 3          | 0          | 0           | 0          | 0                 | 0                 | 0                 | 0                 | 3        | 0      | 0           | 0          |
| W. Oswald      | 32         | 6          | 2           | 0          | 1                 | 0                 | 0                 | 0                 | 33       | 6      | 2           | 0          |
| S. Pater       | 27         | 2          | 1           | 0          | 0                 | 0                 | 0                 | 0                 | 27       | 2      | 1           | 0          |
| C. Schreier    | 33         | 18         | 2           | 0          | 1                 | 0                 | 0                 | 0                 | 34       | 18     | 2           | 0          |
| F. Schulz      | 34         | 7          | 2           | 0          | 1                 | 0                 | 0                 | 0                 | 35       | 7      | 2           | 0          |
| L. Woelk       | 31         | 4          | 10          | 0          | 1                 | 0                 | 0                 | 0                 | 32       | 4      | 10          | 0          |
| R. Zagorny     | 3          | 0          | 0           | 0          | 0                 | 0                 | 0                 | 0                 | 3        | 0      | 0           | 0          |
| R. Zumdick     | 31         | 0          | 0           | 0          | 1                 | 0                 | 0                 | 0                 | 32       | 0      | 0           | 0          |
| I. Žugčić      | 22         | 1          | 2           | 0          | 0                 | 0                 | 0                 | 0                 | 22       | 1      | 2           | 0          |